# Беренгарія Португальська
Беренга́рія (порт. Berengária, бл. 1196 (1198) — 27 березня 1221) — португальська інфанта, королева Данії (1214—1221). Представниця португальського Бургундського дому. Народилася в Португалії. Донька португальського короля Саншу I й арагонської інфанти Дульси. Сестра португальського короля Афонсу II. Дружина данського короля Вальдемара II. Матір данських королів Еріка IV, Абеля і Хрістоффера I. Померла під час пологів у Рінгстеді, Данія. Похована у міській церкві святого Бенедикта.

## Імена
- Беренга́рія (лат. Berengaria, порт. Berengária) — в історичних документах.
- Беренге́ла (порт. Berenguela) — в історичних документах.
- Брінгені́ла (дан. Bringenilæ) — у данських хроніках і баладах.
- Бенге́рда (дан. Bengerd, Bengjerd) — у данських хроніках і баладах.
- Беренгарія Португальська (порт. Berengária de Portugal, нім. Berengária af Portugal)
- Беренга́рія Санші́вна (порт. Berengária Sanches, «Беренгарія Саншеш») — у португальській історіографії; з іменем по батькові.

## Біографія
Беренгарія народилася між 1196 і 1198 роками в Португалії, в родині португальського короля Саншу I та королеви Дульси, доньки барселонського графа Рамона-Беренгера IV та арагонської королеви Петроніли. Дівчинка була десятою дитиною подружжя і п'ятою дочкою, ймовірною близнючкою молодшої сестри Бранки. Матір дівчини померла 1198 року, невдовзі після пологів.
1212 року Беренгарія втратила батька й стала повною сиротою. Після того як її брат Афонсу ІІ прийняв титул короля Португалії, вона разом із братом Фернанду переїхала до Франції.
При французькому дворі Беренгарія познайомилася з данським королем Вальдемаром ІІ. Це зроблено за посередництва його сестри Інгеборги, що була дружиною французького короля Філіппа II й королевою Франції. Того ж 1212 року Вальдемар втратив свою першу дружину Маргариту (Дагмар) Богемську й шукав нової пари.
1214 року Беренгарів вийшла заміж за Вальдемара ІІ і переїхала до Данії. У шлюбі вона народила 3 принців — Еріка (1216), Абеля (1218) й Хрістоффера (1219), майбутніх данських королів, а також принцесу Софію (1217), дружину бранденбурзького маркграфа Йоганна І.
У данських баладах Беренгарія постає як кароока і чорноволоса красуня, але дуже гордівлива жінка. Вона виступає антиподом м'якої і побожної королеви Маргарити, блондинки з нордичними рисами. У Данії Беренгарію не любили, бо пов'язували з нею підняття податків. Вона була першою данською королевою, що носила на людях корону (ця коштовність згадується в описі майна королеви 1225 року).
27 березня 1221 року Беренгарія померла під час пологів у Рінгстеді, Данія. Її поховали у міській церкві святого Бенедикта. Труна Беренгарії розташована поруч із гробницею Вальдемара ІІ, з іншого боку якої стоїть саркофаг його першої дружини, королеви Маргарити. 1885 року труну Беренгарії відкрили й виявили скелет жінки, що мала дуже витончені риси обличчя та гарні пропорції тіла, тим самим підтвердивши легенди про красу королеви.

## Родина

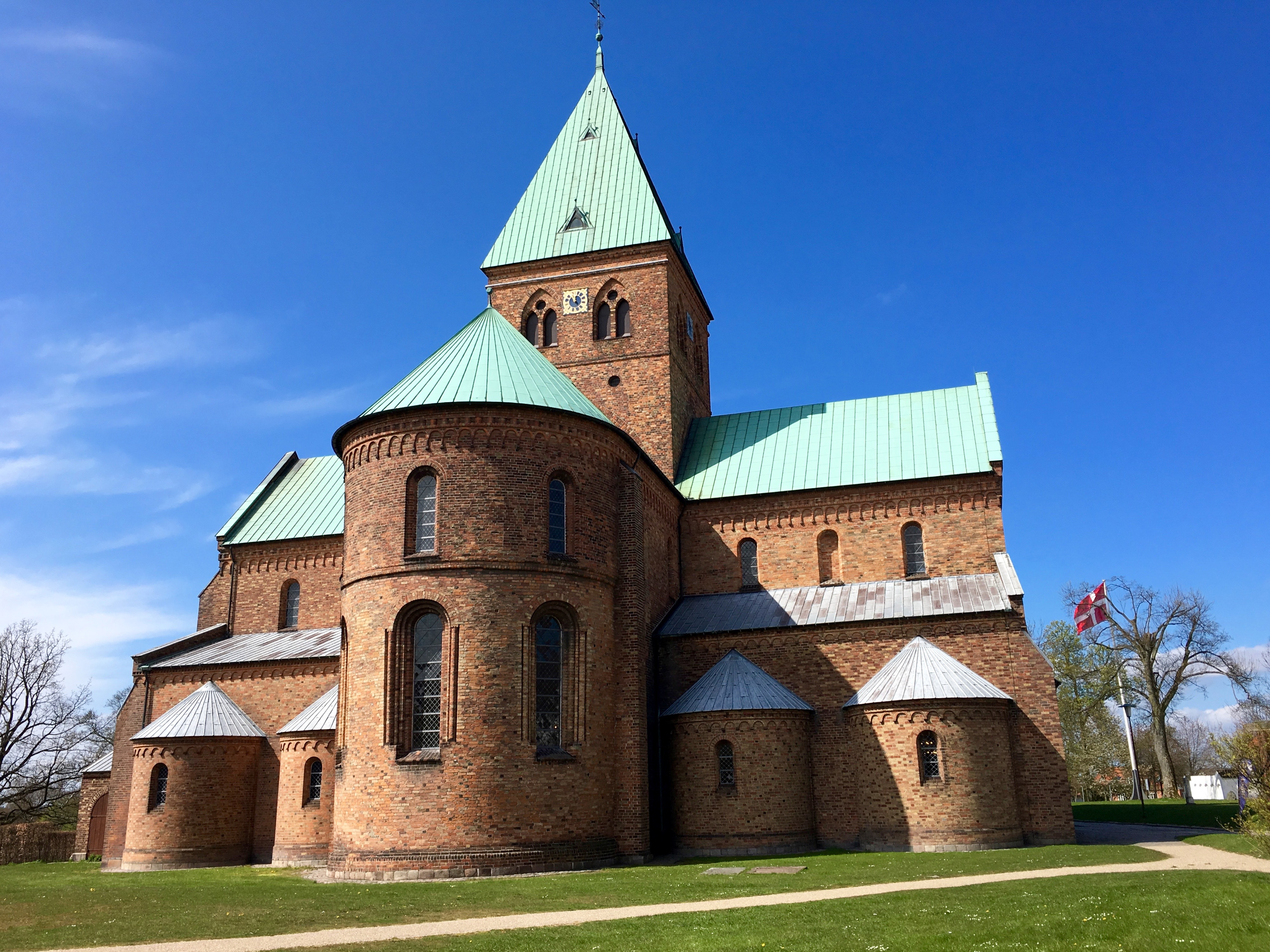
Церква святого Бенедикта, де поховано Беренгарію.

Чоловік — Вальдемар II (1170—1241), король Данії (1202—1241).
Діти:
- Ерік IV (1216—1250) — король Данії (1241—1250).
- Софія (1217—1247) — данська принцеса ∞ Йоганн І, бранденбурзький маркграф.
- Абель (1218—1252) — король Данії (1250—1252).
- Хрістоффер I (1219—1259) — король Данії (1252—1259).